# The New Christy Minstrels

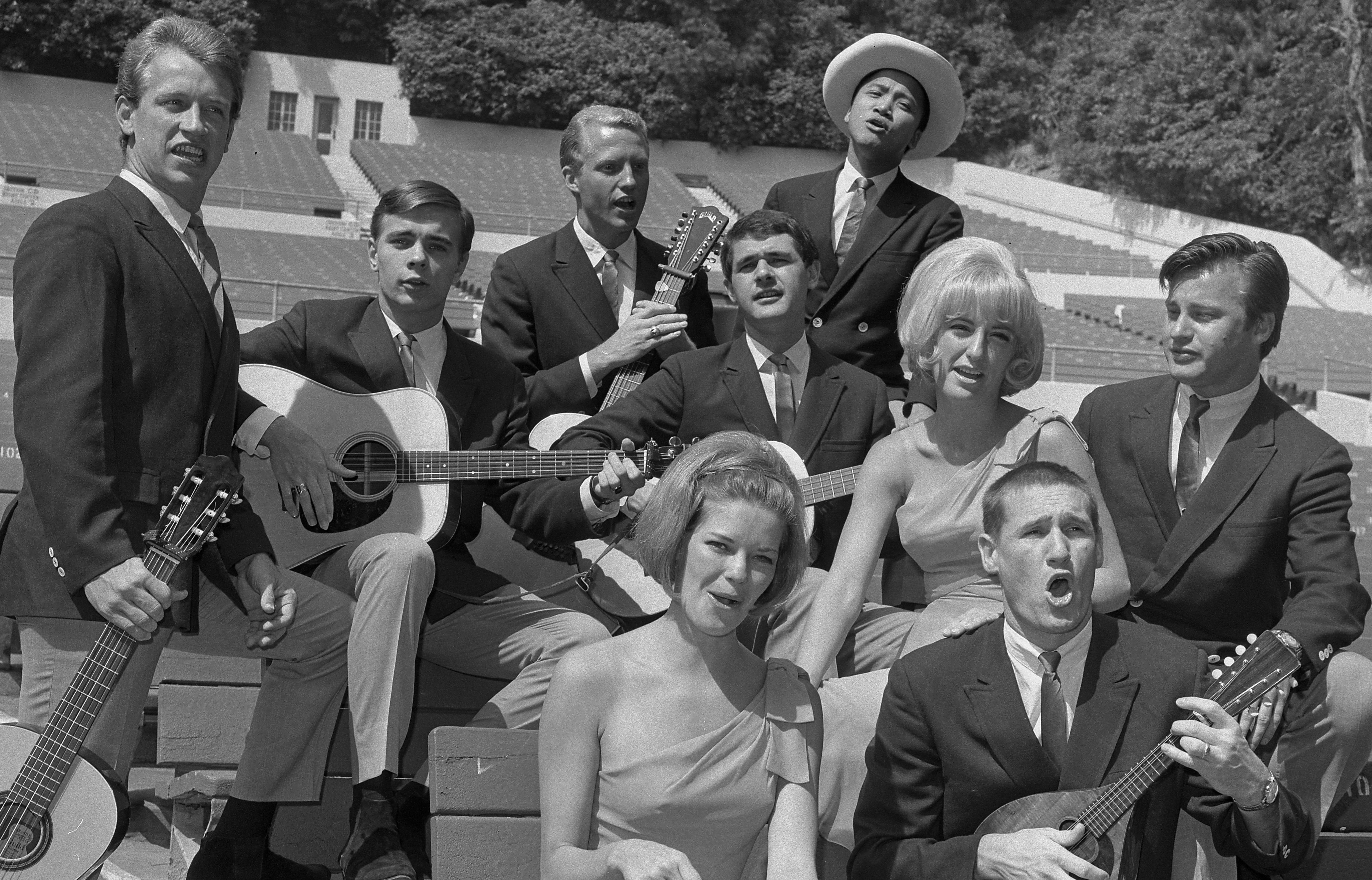
New Christy Minstrels, 1965.

The New Christy Minstrels est un groupe de musique folk américain fondé en 1961 par Randy Sparks. Depuis ses débuts, le groupe a sorti une vingtaine d'albums et au moins 300 personnes ont déjà été membre du groupe. Leur premier album, Presenting The New Christy Minstrels, a reçu un Grammy Award en 1963.

## Discographie
- Presenting The New Christy Minstrels (1962)
- The New Christy Minstrels In Person (1963)
- The New Christy Minstrels Tell Tall Tales! (Legends and Nonsense) (1963)
- Ramblin' (1963)
- Merry Christmas! (1963)
- Today and Other Songs from 'Advance to the Rear' (1964)
- Land of Giants (1964)
- Quiet Sides of the New Christy Minstrels (1965)
- The New Christy Minstrels Sing and Play Cowboys and Indians (1965)
- Chim Chim Cher-ee and Other Happy Songs (1965)
- The Wandering Minstrels (1965)
- In Italy...In Italian (1966)
- New Kick! (1966)
- Christmas with the Christies (1966)
- On Tour Through Motortown (1968)
- Big Hits from Chitty Chitty Bang Bang (avec Arthur Treacher) (1968)
- You Need Someone to Love (1970)
- The Great Soap Opera Themes (1976)
- Live from Ledbetter's (1999)
- Merry Christmas, Volume II: 42 Years Later (2005)
- Recycled: What's Old Is New (2009)